# 京町堀川
京町堀川（きょうまちぼりがわ）は、かつて大阪府大阪市を流れていた運河。

## 地理
西横堀川の京町橋下流側より分流し、西に向かって流れ、茂左衛門橋上流側で海部堀川を合わせて百間堀川に注いでいた。長さは約1.1km。現在の西区京町堀と靱本町の境界、京町堀通の南を流れ、南岸の一部は靱公園に含まれている。

## 歴史
大坂の陣後に伏見城下の京町（現・京都府京都市伏見区京町）から当地へ移住した町人によって開削され、当初は伏見堀川とも呼ばれた。西端には大坂三大市場のひとつである雑喉場魚市場があった。
- 1617年（元和3年） 開削。
- 1955年（昭和30年） 埋立。

## 架かっていた橋
上流から
- 東上橋
- 伏見橋 - 四つ橋筋
- 羽子板橋
- 紀伊国橋
- 新難波橋
- 千秋橋
- 千両橋 - あみだ池筋
- 両国橋
- 茂左衛門橋 - 新なにわ筋